# Anumeta harterti
Anumeta harterti là một loài bướm đêm trong họ Erebidae.